# Samuel Paul Welles
Pour les articles homonymes, voir Welles.
Samuel Paul Welles est un paléontologue américain, né le 9 novembre 1907 et mort le 6 août 1997.

## Biographie
Il est chercheur associé au musée de paléontologie de l’université de Californie à Berkeley.

## Taxons décrits
- Megalosaurus wetherilli, 1954 (recombiné en 1970, en Dilophosaurus)
- Dilophosaurus, 1970
  - Dilophosaurus wetherilli, 1970
- Merosaurus, 1995

## Publications
- (en) S. P. Welles. 1954. « New Jurassic dinosaur from the Kayenta Formation of Arizona ». Bulletin of the Geological Society of America 65:591-598.
- (en) S. P. Welles. 1970. « Dilophosaurus (Reptilia: Saurischia), a new name for a dinosaur ». Journal of Paleontology 44:989.